# Norwegia na Zimowych Igrzyskach Olimpijskich 1956
Norwegię na Zimowych Igrzyskach Olimpijskich 1956 reprezentowało 45 zawodników: 37 mężczyzn i osiem kobiet. Był to siódmy start reprezentacji Norwegii na zimowych igrzyskach olimpijskich.

## Zdobyte medale
| Medal  | Zawodnik         | Dyscyplina          | Konkurencja               | Rezultat    |
| ------ | ---------------- | ------------------- | ------------------------- | ----------- |
| Złoto  | Hallgeir Brenden | Biegi narciarskie   | bieg na 15 km mężczyzn    | 49:39,0 min |
| Złoto  | Sverre Stenersen | Kombinacja norweska | indywidualnie             | 455,00 pkt  |
| Srebro | Knut Johannesen  | Łyżwiarstwo szybkie | bieg na 10 000 m mężczyzn | 16:36,9 min |
| Brąz   | Alv Gjestvang    | Łyżwiarstwo szybkie | bieg na 500 m mężczyzn    | 41,0 s      |

## Skład kadry

### Biegi narciarskie
Mężczyźni
| Zawodnik                                                 | Konkurencja        | czas               | Pozycja            |
| -------------------------------------------------------- | ------------------ | ------------------ | ------------------ |
| Hallgeir Brenden                                         | Bieg na 15 km      | 49:39,0            | złoto              |
| Håkon Brusveen                                           | Bieg na 15 km      | 50:36,0            | 5.                 |
| Martin Stokken                                           | Bieg na 15 km      | 50:45,0            | 6.                 |
| Magnar Ingebrigtsli                                      | Bieg na 15 km      | 54:30,0            | 30.                |
| Hallgeir Brenden                                         | Bieg na 30 km      | 1:49:29,0          | 14.                |
| Martin Stokken                                           | Bieg na 30 km      | 1:49:38,0          | 15.                |
| Oddmund Jensen                                           | Bieg na 30 km      | 1:51:04,0          | 17.                |
| Per Olsen                                                | Bieg na 30 km      | 1:51:15,0          | 19.                |
| Oddmund Jensen                                           | Bieg na 50 km      | 3:11:14,0          | 14.                |
| Edvin Landsem                                            | Bieg na 50 km      | 3:11:43,0          | 15.                |
| Birger Vestermo                                          | Bieg na 50 km      | Nie ukończył biegu | Nie ukończył biegu |
| Martin Stokken                                           | Bieg na 50 km      | Nie ukończył biegu | Nie ukończył biegu |
| Håkon Brusveen Per Olsen Martin Stokken Hallgeir Brenden | Sztafeta 4 × 10 km | 2:21:16,0          | 4.                 |

Kobiety
| Zawodnik                                          | Konkurencja       | czas      | Pozycja |
| ------------------------------------------------- | ----------------- | --------- | ------- |
| Kjelfrid Brusveen                                 | Bieg na 10 km     | 40:38,0   | 10.     |
| Rakel Wahl                                        | Bieg na 10 km     | 40:49,0   | 11.     |
| Gina Regland-Sigstad                              | Bieg na 10 km     | 42:42,0   | 22.     |
| Ingrid Wigernæs                                   | Bieg na 10 km     | 43:40,0   | 27.     |
| Kjelfrid Brusveen Gina Regland-Sigstad Rakel Wahl | Sztafeta 3 × 5 km | 1:10:50,0 | 4.      |

### Bobsleje
Mężczyźni
| Osada | Zawodnik                                              | Konkurencja | Ślizg 1 | Ślizg 2 | Ślizg 3              | Ślizg 4                   | Łącznie                   | Pozycja                   |
| ----- | ----------------------------------------------------- | ----------- | ------- | ------- | -------------------- | ------------------------- | ------------------------- | ------------------------- |
| NOR-2 | Arne Røgden Odd Solli                                 | Dwójki      | 1:27,57 | 1:26,90 | 1:28,81              | 1:29,05                   | 5:52,33                   | 20.                       |
| NOR-1 | Reidar Alveberg Arnold Dyrdahl                        | Dwójki      | 1:29,04 | 1:27,93 | Nie ukończyli ślizgu | Nie ukończyli konkurencji | Nie ukończyli konkurencji | Nie ukończyli konkurencji |
| NOR-1 | Arne Røgden Arnold Dyrdahl Odd Solli Trygve Brudevold | Czwórki     | 1:20,96 | 1:20,08 | 1:20,45              | 1:20,01                   | 5:21,50                   | 11.                       |

### Kombinacja norweska
Mężczyźni
| Zawodnik         | Konkurencja   | Bieg narciarski | Bieg narciarski | Bieg narciarski | Skoki narciarskie | Skoki narciarskie | Skoki narciarskie | Skoki narciarskie | Skoki narciarskie | Skoki narciarskie | Skoki narciarskie | Skoki narciarskie | Łącznie | Pozycja |
| Zawodnik         | Konkurencja   | Czas biegu      | Pozycja         | Punkty          | Skok 1            | Nota              | Skok 2            | Nota              | Skok 3            | Nota              | Punkty            | Pozycja           | Łącznie | Pozycja |
| ---------------- | ------------- | --------------- | --------------- | --------------- | ----------------- | ----------------- | ----------------- | ----------------- | ----------------- | ----------------- | ----------------- | ----------------- | ------- | ------- |
| Sverre Stenersen | Indywidualnie | 56:18,0         | 1.              | 240,00          | 65,0              | 95,5              | 73,0              | 107,5             | 74,0              | 107,5             | 215,0             | 2.                | 455,00  | złoto   |
| Arne Barhaugen   | Indywidualnie | 57:11,0         | 3.              | 236,581         | 64,5              | 99,0              | 67,0              | 98,5              | 68,0              | 100,0             | 199,0             | 15.               | 435,581 | 5.      |
| Tormod Knutsen   | Indywidualnie | 58:22,0         | 9.              | 232,00          | 63,5              | 89,5              | 70,5              | 103,5             | 69,0              | 99,5              | 201,0             | 10.               | 435,00  | 6.      |
| Kjetil Mårdalen  | Indywidualnie | 57:43,0         | 6.              | 234,5           | 64,0              | 93,0              | 65,5              | 92,5              | 67,0              | 96,0              | 189,0             | 26.               | 423,5   | 14.     |

### Łyżwiarstwo szybkie
Mężczyźni
| Zawodnik           | Konkurencja   | Konkurencja   | Konkurencja    | Konkurencja    | Konkurencja    | Konkurencja    | Konkurencja      | Konkurencja      |
| Zawodnik           | Bieg na 500 m | Bieg na 500 m | Bieg na 1500 m | Bieg na 1500 m | Bieg na 5000 m | Bieg na 5000 m | Bieg na 10 000 m | Bieg na 10 000 m |
| Zawodnik           | Czas          | Miejsce       | Czas           | Miejsce        | Czas           | Miejsce        | Czas             | Miejsce          |
| ------------------ | ------------- | ------------- | -------------- | -------------- | -------------- | -------------- | ---------------- | ---------------- |
| Alv Gjestvang      | 41,0          | brąz          |                |                |                |                |                  |                  |
| Finn Hodt          | 42,5          | 13.           |                |                |                |                |                  |                  |
| Sigmund Søfteland  | 42,7          | 16.           |                |                |                |                |                  |                  |
| Hroar Elvenes      | 42,8          | 17.           | 2:16,0         | 24.            |                |                |                  |                  |
| Knut Johannesen    |               |               | 2:12,2         | 9.             | 8:02,3         | 8.             | 16:36,9          | srebro           |
| Roald Aas          |               |               | 2:19,9         | 10.            | 8:01,6         | 6.             |                  |                  |
| Jan Kristiansen    |               |               | 2:13,7         | 16.            |                |                |                  |                  |
| Torstein Seiersten |               |               |                |                | 8:06,4         | 10.            |                  |                  |
| Hjalmar Andersen   |               |               |                |                | 8:06,5         | 11.            | 16:52,6          | 6.               |
| Sverre Haugli      |               |               |                |                |                |                | 16:48,7          | 4.               |
| Knut Tangen        |               |               |                |                |                |                | 17:22,3          | 19.              |

### Narciarstwo alpejskie
Mężczyźni
| Zawodnik             | Konkurencja     | Konkurencja     | Konkurencja     | Konkurencja     | Konkurencja         | Konkurencja         | Konkurencja              | Konkurencja              |
| Zawodnik             | Zjazd           | Zjazd           | Slalom gigant   | Slalom gigant   | Slalom specjalny    | Slalom specjalny    | Slalom specjalny         | Slalom specjalny         |
| Zawodnik             | Czas            | Pozycja         | Czas            | Pozycje         | Czas 1-go przejazdu | Czas 2-go przejazdu | Czas łączny              | Pozycja                  |
| -------------------- | --------------- | --------------- | --------------- | --------------- | ------------------- | ------------------- | ------------------------ | ------------------------ |
| Asle Sjåstad         | 3:08,8          | 14.             | 3:21,6          | 22.             | 1:36,4              | 2:04,5              | 3:40,9                   | 18.                      |
| Kåre Opdal           | Dyskwalifikacja | Dyskwalifikacja |                 |                 |                     |                     |                          |                          |
| Trygve Berge         | Dyskwalifikacja | Dyskwalifikacja |                 |                 |                     |                     |                          |                          |
| Hans Magnus Andresen |                 |                 | 3:44,7          | 50.             | 1:35,0              | 2:06,8              | 3:41,8                   | 20.                      |
| Guttorm Berge        |                 |                 | Dyskwalifikacja | Dyskwalifikacja | 1:32,1              | Dyskwalifikacja     | Nie ukończył konkurencji | Nie ukończył konkurencji |
| Jan Thorstensen      |                 |                 | Dyskwalifikacja | Dyskwalifikacja | 1:33,1              | Dyskwalifikacja     | Nie ukończył konkurencji | Nie ukończył konkurencji |

Kobiety
| Zawodniczka       | Konkurencja | Konkurencja | Konkurencja   | Konkurencja   | Konkurencja         | Konkurencja         | Konkurencja      | Konkurencja      |
| Zawodniczka       | Zjazd       | Zjazd       | Slalom gigant | Slalom gigant | Slalom specjalny    | Slalom specjalny    | Slalom specjalny | Slalom specjalny |
| Zawodniczka       | Czas        | Pozycja     | Czas          | Pozycja       | Czas 1-go przejazdu | Czas 2-go przejazdu | Czas łączny      | Pozycja          |
| ----------------- | ----------- | ----------- | ------------- | ------------- | ------------------- | ------------------- | ---------------- | ---------------- |
| Borghild Niskin   | 1:49,5      | 9.          | 1:59,0        | 7.            | 59,0                | 1:00,0              | 1:59,0           | 11.              |
| Inger Jørgensen   | 1:54,3      | 26.         | 2:04,4        | 24.           | 58,7                | 59,3                | 1:58,0           | 13.              |
| Astrid Sandvik    | 1:54,4      | 27.         | 2:04,0        | 22.           | 58,9                | 59,1                | 1:58,0           | 6.               |
| Inger Bjørnbakken |             |             | 2:02,3        | 14.           | 1:01,4              | 1:00,9              | 2:02,3           | 6.               |

### Skoki narciarskie
Mężczyźni
| Skoczek          | Skok 1    | Skok 1 | Skok 2    | Skok 2 | Nota  | Pozycja |
| Skoczek          | odległość | Nota   | odległość | Nota   | Nota  | Pozycja |
| ---------------- | --------- | ------ | --------- | ------ | ----- | ------- |
| Sverre Stallvik  | 77,0      | 104,5  | 75,5      | 103,5  | 208,0 | 9.      |
| Arne Hoel        | 77,5      | 104,5  | 76,5      | 102,0  | 206,5 | 11.     |
| Asbjørn Osnes    | 75,5      | 102,0  | 72,0      | 97,5   | 199,5 | 18.     |
| Sverre Stenersen | 72,0      | 90,5   | 70,0      | 93,0   | 183,5 | 35.     |